# Matløyso
Matløyso est une île dans le landskap Sunnhordland du comté de Vestland. Elle appartient administrativement à Fitjar.

## Géographie
Rocheuse et couverte d'arbres, à fleur d'eau, elle s'étend sur environ 185 m de longueur pour une largeur approximative de 159 m. Elle comporte un petit lac en son centre. 